# Sulphur, Louisiana
Sulphur (tiếng Pháp: Soufre) là một thành phố thuộc giáo khu Calcasieu trong tiểu bang Louisiana, Hoa Kỳ. Thành phố có tổng diện tích km², trong đó diện tích đất là km². Theo điều tra dân số Hoa Kỳ năm 2000, thành phố có dân số 22.515 người. Sulphur là ngoại ô của Lake Charles, và thuộc vùng thống kê đô thị Lake Charles.